# Christopher Hale
Christopher Hale – brytyjski pisarz i producent filmowy. Absolwent Uniwersytetu Sussex i Slade School of Fine Art. Zajmuje się głównie tematyką historyczną, obecnie przygotowuje też pracę doktorską poświęconą obozowi szkoleniowemu SS w Trawnikach pod Lublinem.

## Twórczość
Twórca szeregu filmów dokumentalnych, takich jak "Is there Anybody There" czy "Search for the Sons of Abraham". Za film "Byline: Blind to Science" otrzymał w 1989 roku nagrodę Brytyjskiego Towarzystwa Naukowego. Wiele kontrowersji wzbudził jego dokument "Atlantis Reborn", obalający mity związane z Atlantydą.
W 2003 roku ukazała się jego pierwsza książka historyczna, poświęcona zorganizowanej przez Heinricha Himmlera ekspedycji do Tybetu ("Himmler's Crusade. The Nazi Expedition to Find the Origins of the Aryan Race"). Publikacja zdobyła między innymi włoską nagrodę Giuseppe Mazottiego.
Druga książka Hale'a, "Hitler's Foreign Executioners" ukazała się w 2011 roku i została przetłumaczona między innymi na język estoński, czeski, włoski oraz polski (jako "Kaci Hitlera. Brudny sekret Europy"). To praca poświęcona niemieckim grupom operacyjnym Einsatzgruppen oraz zagranicznym ochotnikom wspierającym III Rzeszę podczas II wojny światowej. Autor lansuje w niej między innymi kontrowersyjną tezę, zgodnie z którą celem Heinricha Himmlera było utworzenie swoistej Unii Europejskiej, którą kierowaliby niemieccy oficerowie. W książce podkreślił też, że wprawdzie "mordercy z SS" byli werbowani w całej Europie, ale nie w Polsce.